# 日本工农学校

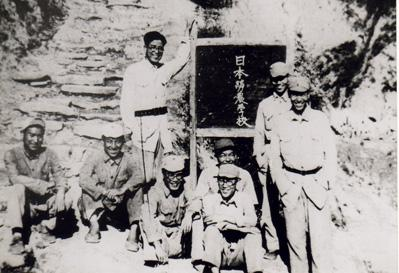
日本工农学校留影

日本工农学校，中国共产党中央委员会于1941年5月15日在陕西延安宝塔山创办的一所改造日军俘虏的专门学校，教育对象是日军俘虏和投诚的日军士兵，校长化名林哲，是日本共产党的创始人和主要领导人之一、国际共产主义运动著名活动家野坂参三。

## 背景

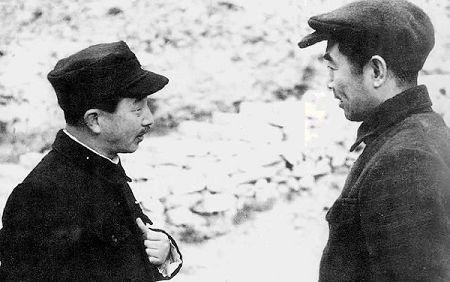
周恩来与野坂参三，1942年7月拍摄于延安

1937年抗日战争全面爆发后，朱德、彭德怀就曾联名签署八路军关于对日俘虏政策的规定，对俘虏的日军进行优待，愿意回国的提供路费。1937年平型关战役后，八路军在战场上俘虏的日军官兵逐渐增多。中共的对日战俘政策由优待释放向教育感化转变。1940年6月，中共中央发出对日军俘虏工作的指示，要求注意选择少数日军俘虏中的进步分子，给以较长期的训练。
1940年3月，时任日本共产国际代表的野坂参三随周恩来、任弼时等人秘密由苏联来到延安。野坂参三到延安后与中共相关领导人商谈了有关日军战俘的教育管理问题。

## 历史

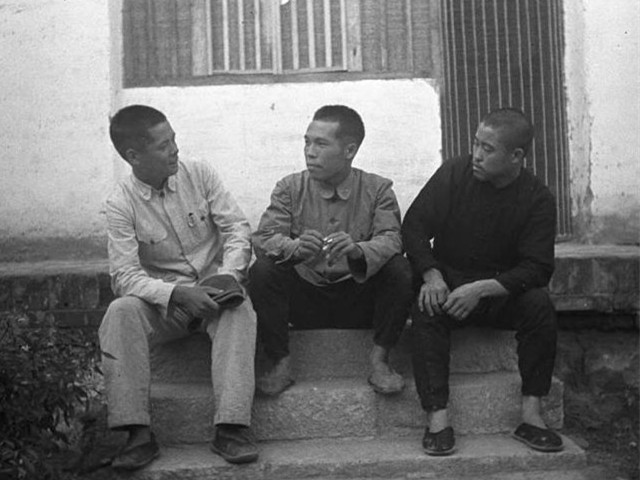
正在延安日本工农学校接受学习的三名日军战俘

经过几个月的调查研究，野坂参三在1940年10月向毛泽东写信建议中共中央在延安成立一所教育改造日军俘虏的专门学校。据野坂参三的提议，中共中央、中央军委决定，由八路军总政治部在延安建立了一所以日军战俘为主体的特殊学校，用以开展打倒法西斯的国际统一战线工作。毛泽东亲自定名“日本工农学校”。学校的具体工作由八路军政治部负责领导。
1941年5月15日，日本工农学校举行开学典礼，主席台上悬挂有毛泽东和日本共产党已故领导人片山潜的肖像。林哲（野坂参三当时的公开名）任校长，八路军第120师第359旅政治部敌工科科长赵安博任副校长。1943年4月后改由总政敌工部副部长李初梨兼任副校长。除野坂参三外，各课教员有王学文、何思敬、李初梨、廖体仁、江右书等，均为曾留学日本的精通日语的中国人。学校校训为“和平、友爱、正义、勤劳、实践”。
学校位于宝塔山下，共有16个窑洞和一栋不大的平房，与陕甘宁边区政府、马列学院、民族学院、新华社、解放日报社、抗日军政大学为邻。全体工作人员包括校长和炊事员在内仅二十来人。随着抗日战争形势的发展，日本工农学校及其学员数量也在增多。延安日本工农学校最初有学员11人，到1945年8月增至300多人；山西、山东和华中等抗日根据地也先后成立了总分校或分校。

## 备注
1. ↑  1943年5月下旬，野坂参三在毛泽东建议下开始公开活动，名字换成其在苏联用过的化名“冈野进”。